# بيغي مورغان
بيغي مورغان (بالإنجليزية: Peggy Morgan) هي فنانة الدفاع عن النفس أمريكية، ولدت في 16 ديسمبر 1980 في بيلوكسي في الولايات المتحدة.

## وصلات خارجية
- بيغي مورغان على موقع يو إف سي (الإنجليزية)
- بيغي مورغان على موقع شيردوغ (الإنجليزية)
- بيغي مورغان على موقع Tapology.com (الإنجليزية)
- بيغي مورغان على موقع IMDb (الإنجليزية)